# Bommenede

Wapen van Bommenede

Bommenede is een voormalig eiland, plaats en gemeente in de Nederlandse provincie Zeeland. Het was een van de vier eilanden die later werden samengevoegd tot Schouwen-Duiveland. Bommenede is gesticht door monniken van de abdij Ten Duinen in het begin van de 12e eeuw. De naam komt in 1165 voor het eerst voor als insula Bomne, het eiland van Bomne.
Hoewel het gebied omringd werd door Zeeuwse eilanden behoorde het tot Holland, aangezien de Sonnemere (zie: Zonnemaire), de stroom die het eiland scheidde van de overige eilanden, werd beschouwd als de grens tussen Holland en Zeeland. Bommenede wordt in bronnen wel vermeld als stad, er zijn echter geen documenten die de stadsrechten bevestigen bekend.
Gezien de strategische ligging op de noordpunt van Schouwen werd Bommenede in 1574 door de Staatsen versterkt met een verdedigingswal en (vermoedelijk) vier bastions. In 1575 werd de vesting na een beleg van twintig dagen veroverd door Spaanse troepen onder leiding van Mondragón.
Bommenede heeft in de loop der eeuwen veel te lijden gehad van het water en na een stormvloed op 26 januari 1682 besloten de Staten van Holland niet langer geld te investeren in het gebied. De plaats werd in 1684 ontruimd en in 1687 werd Bommenede overgedragen aan Zeeland.
In 1701 werd een deel van het voormalige eiland herdijkt, het deel waar de plaats had gelegen bleef buiten deze bedijking. Aan de zuidkant van deze herdijkte polder ontstond het gehucht Nieuw-Bommenede. Tot 1866 was dit een zelfstandige gemeente, in dat jaar werd het toegevoegd aan de gemeente Zonnemaire.
Het natuurgebied Slikken van Bommenede is vernoemd naar het voormalige eiland en plaats Bommenede.
Net buiten Bommenede ligt de Naterskreek. Deze kreek is ontstaan bij een dijkdoorbraak in 1808.

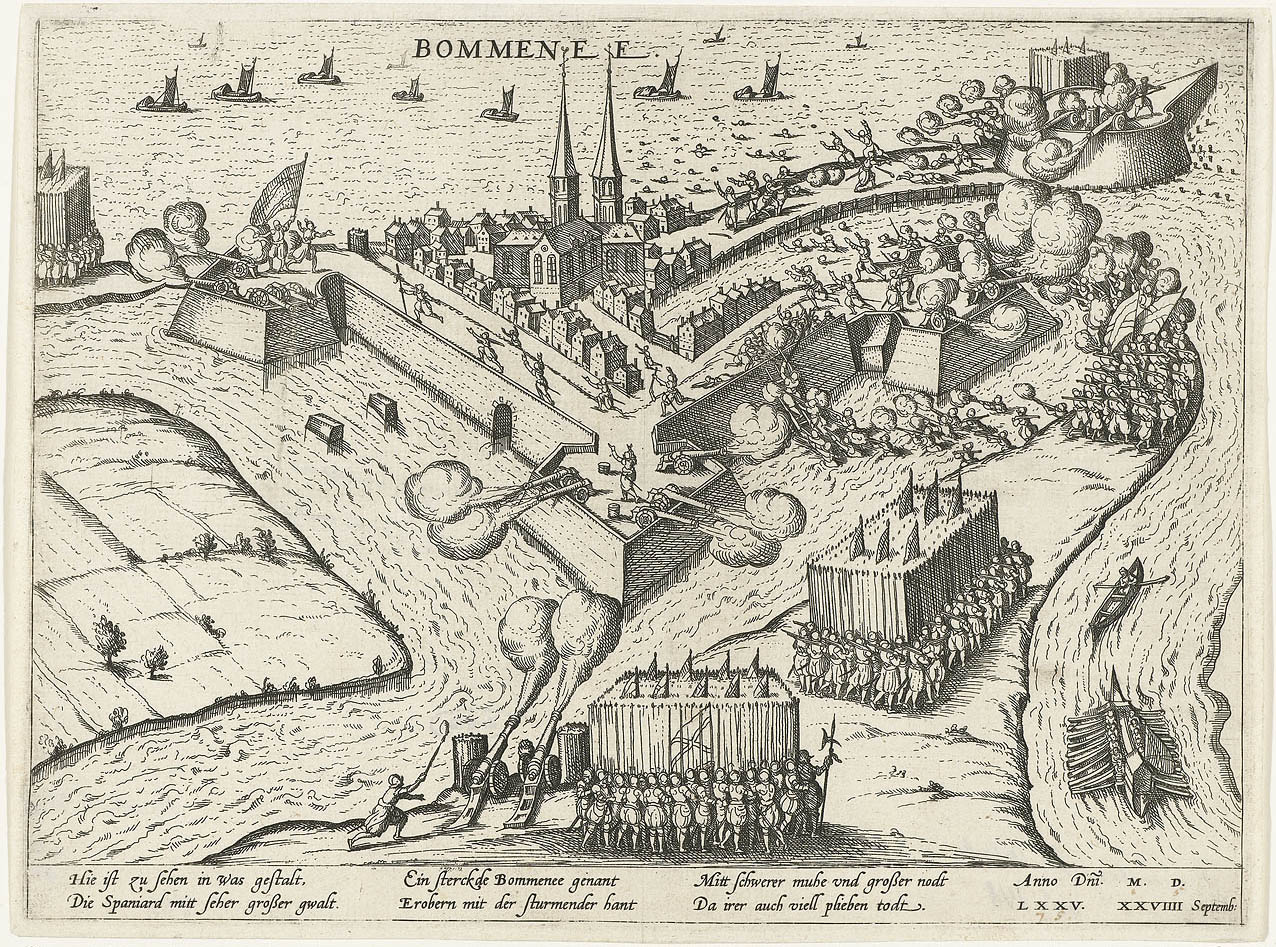
Spaanse troepen veroveren Bommenede op 30 oktober 1575
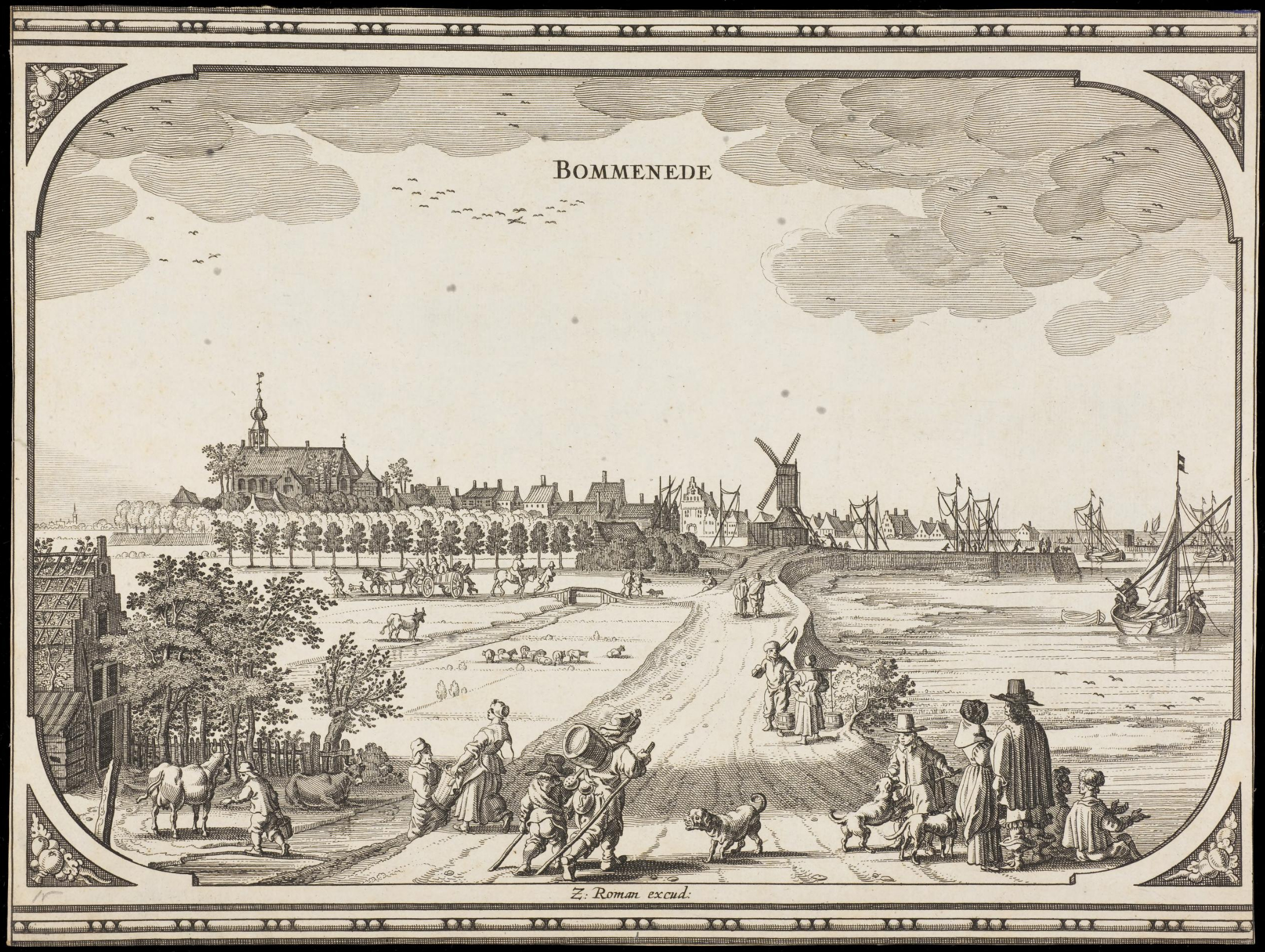
Gezicht op Bommenede (1650), Atelier Zacharias Roman TU Delft
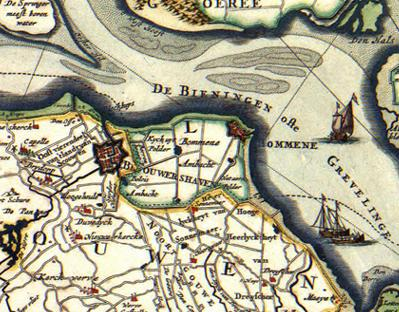
Bommenede in Zeeland, in 1650
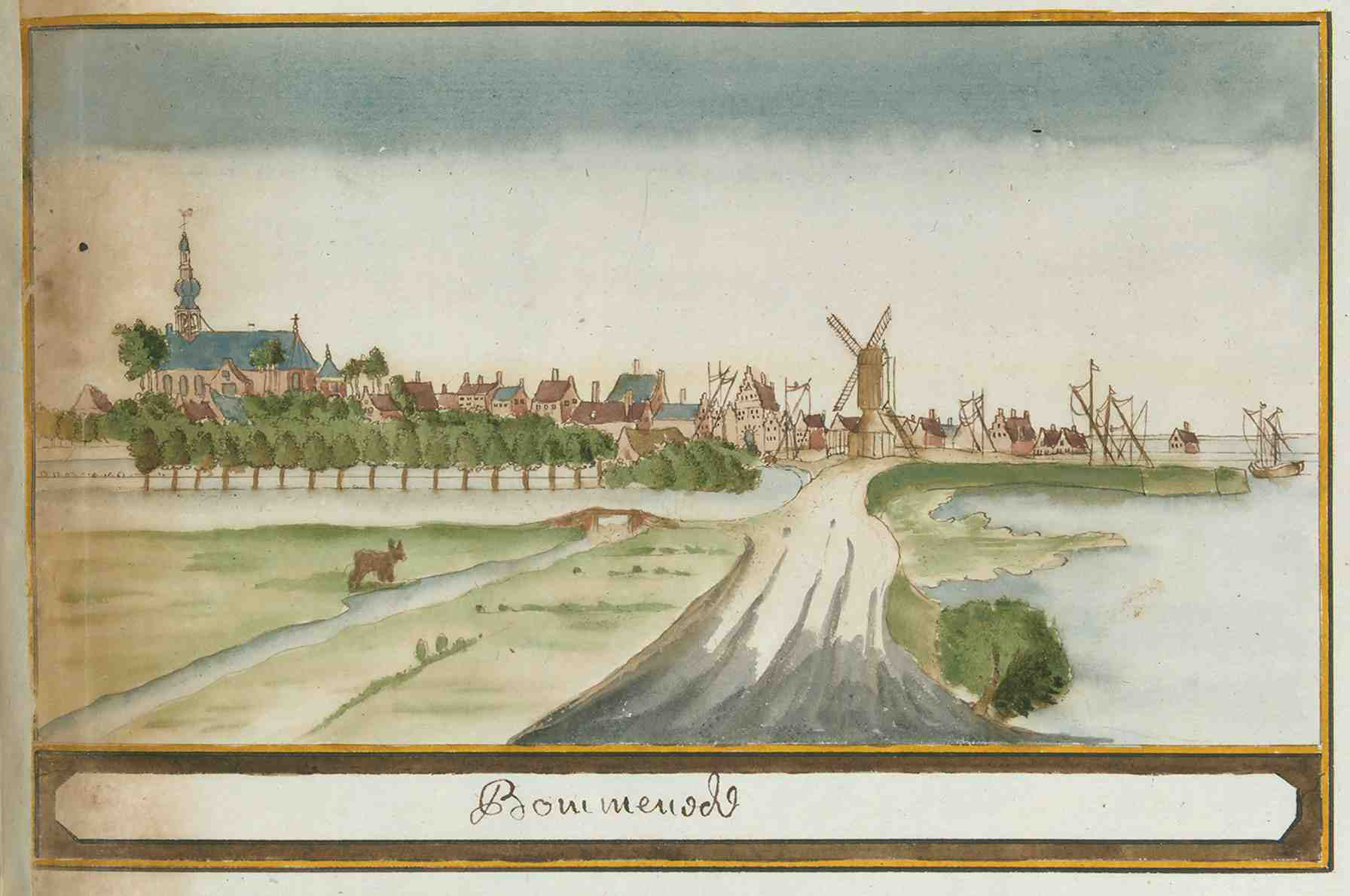
Bommenede tussen 1710 en 1735 (Atlas Schoemaker: Bron KB)
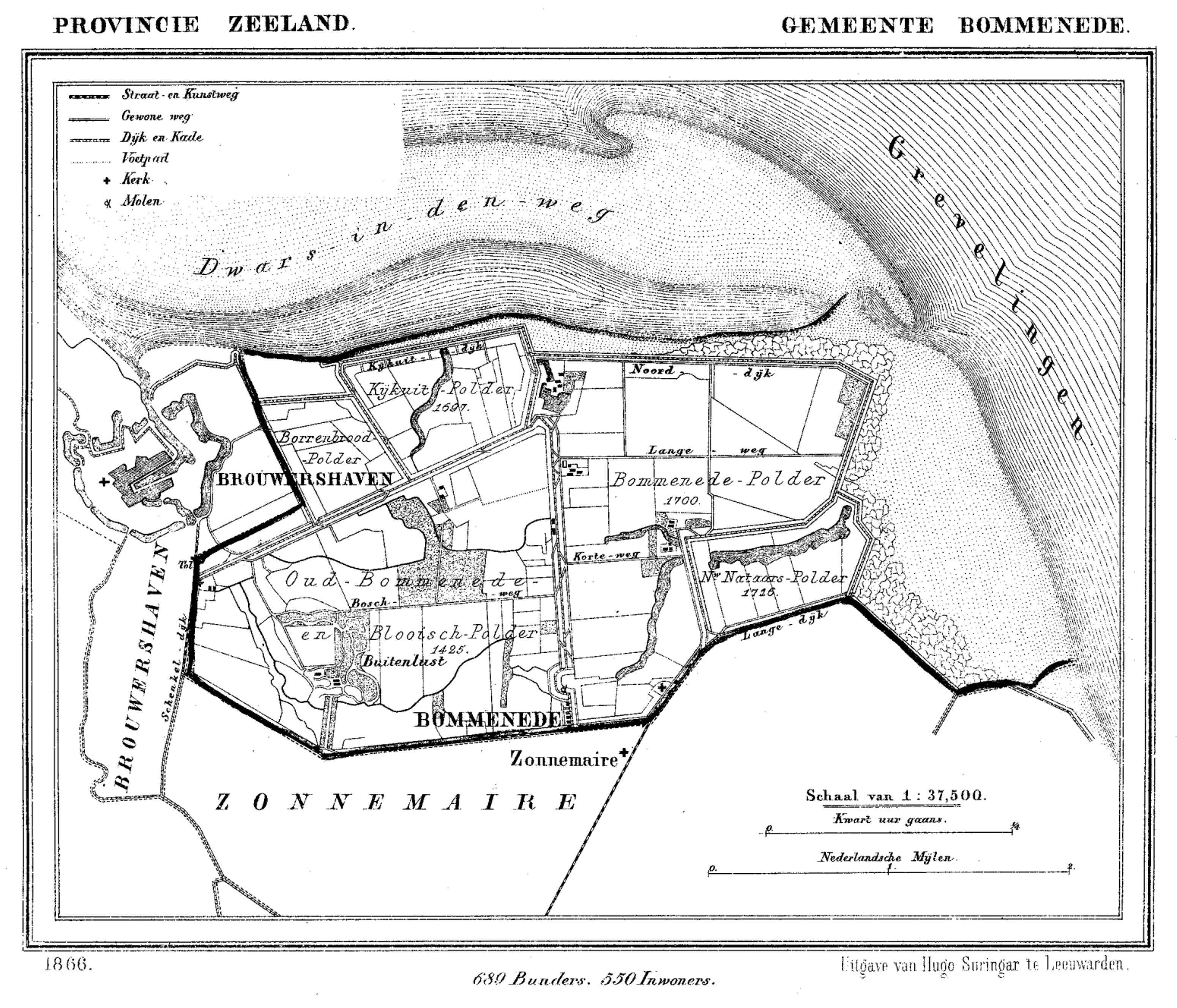
Gemeente Bommenede, 1866 (J. Kuyper, Uitgave Hugo Suringar Leeuwarden)